# Štefan Gallo
Štefan Gallo (Galló; Kolaróc, 1882. december 23. - Nyitrazsámbokrét, 1970. január 5.) pápai prelátus, embermentő, fogoly

## Élete
A gimnáziumot Zsolnán és Nyitrán a piaristáknál végezte, ahol Faith Fülöp osztálytársa volt, majd ugyanott teológiát tanult a Szent László püspöki szemináriumban. 1905-ben filozófiából doktorált, majd Rómába ment továbbtanulni, ahol 1908-ban pappá szentelték. 1909-ben teológiából doktorált.
1909-1910-ben Hőlakon, 1910-1912 között Mocsonokon, 1912-1914 között Nyitrán volt káplán. 1914-ben Poroszkán lett plébános. Proszinodális bíróként is tevékenykedett. 1935-1951 között Üregen szolgált. 1936-tól a nyitrai szeminárium oktatója volt. 1940-ben pápai kamarássá nevezték ki. 1941-től proszinodális vizsgáló volt. 1943-ban tiltakozott a magyar szentek eltávolítására tett kísérlet ellen Üregen. A második világháború alatt zsidó személyeket mentett meg, összesen 35-ről van információ. Ugyanerre ösztönözte plébániája híveit is.
1951-ben a biztonsági szervek bebörtönözték és a mocsonoki kolostorba internálták. 1953-ban kiengedték, Kovarcon szolgált, de csak 1958-ban lehetett ideiglenes adminisztrátor Nyitraszerdahelyen. 1962-ben helyettes nyitrai járási esperes, majd Nyitrazsámbokrét plébánosa lett. 1969-ben nyugdíjba vonult. A nyitrazsámbokréti temetőben nyugszik.

## Elismerései
- 2015 Emléktábla Kovarcon[3]

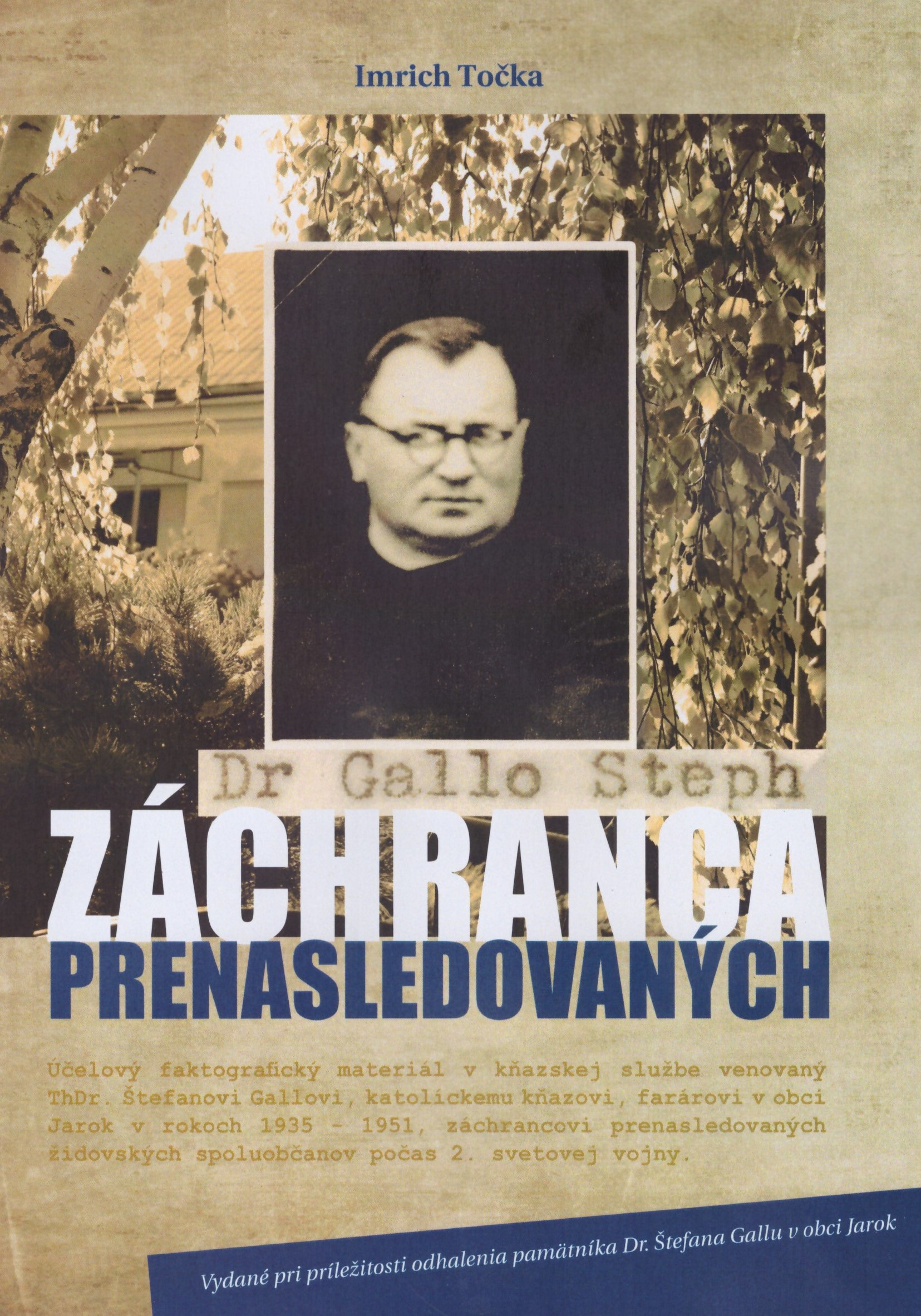
Kiadvány

- 2015-ben in memoriam Világ Igaza kitüntetésben részesült